# Frank Beermann
Frank Beermann   (Hagen, 13 de març de 1965) és un director d'orquestra alemany. Va ser Generalmusikdirector (GMD) a l'Òpera de Chemnitz durant diversos anys, i ha treballat independentment a teatres d'òpera internacionals des del 2012. Ha dirigit estrenes i enregistraments d'òperes i obres orquestrals poc representades.

## Biografia
Carrera
Beermann va néixer a Hagen. Va estudiar a la "Hochschule für Musik Detmold". Va ser mestre de capella al "Staatstheater Darmstadt" i al Teatre Freiburg. Del 1997 al 2002 va tenir un contracte de residència amb l'Òpera Estatal d'Hamburg, i va dirigir òpera a la "Deutsche Oper Berlin", la Royal Opera d'Estocolm, l'Òpera de Bonn i l'Òpera de Marsella.
Òpera de Chemnitz
Beermann es va convertir el 2007 en director general de la música de la Robert-Schumann-Philharmonie de Chemnitz. A l'Òpera de Chemnitz, Beermann va dirigir diverses obres rarament interpretades. Love and Other Demons de Péter Eötvös va rebre la seva estrena alemanya la temporada 2008/09. La temporada següent va portar Der Schmied von Gent de Franz Schreker.
El 2013/14, Walter Sutcliffe va posar en escena Le Grand Macabre de Ligeti amb un conjunt de Georg Baselitz. Beermann va deixar l'òpera després de la temporada 2015/2016 per treballar com a director autònom.

## Concerts i enregistraments
A partir de l'any 2002, Beermann ha estat el director en produccions d'obres escèniques de Richard Wagner, un projecte de l'Stadttheater Minden, amb la Nordwestdeutsche Philharmonie. Va dirigir el 2002 L'holandès errant, el 2005 Tannhäuser, el 2009 Lohengrin, el 2012 Tristan und Isolde, el 2015 Das Rheingold, el 2016 Die Walküre, el 2017 Siegfried, el 2018 Götterdämmerung, i el 2019 el cicle es va presentar dues vegades, com a Der Ring in Minden.
El 2006, Beermann va dirigir els concerts per a piano de Mozart amb Matthias Kirschnereit i el Bamberger Symphoniker. Va dirigir i gravar a Chemnitz, de nou amb Kirschnereit, tots els concerts per a piano de Felix Mendelssohn, inclòs el primer enregistrament del concert reconstruït en mi menor. L'enregistrament va ser guardonat amb un premi ECHO Klassik el 2009. Va gravar diverses obres de Robert Schumann amb l'orquestra que porta el seu nom, incloses totes les simfonies incloses la  de, rarament interpretada, i totes les obres per a violí i orquestra amb el solista Ulf Wallin. Va dedicar un CD a l'obra de Hermann Hans Wetzler, i va completar els enregistraments de simfonies d'Emil von Reznicek per la tercera i la quarta.
Va dirigir les estrenes de Torsten Rasch, el 2011 Wouivres - Quatre peces d'orquestra i el 2013 Das Haus der Temperamente. El 2013 també va dirigir la primera actuació a Alemanya i el primer enregistrament del Rèquiem de Bruno Maderna per a solistes, cor i orquestra.

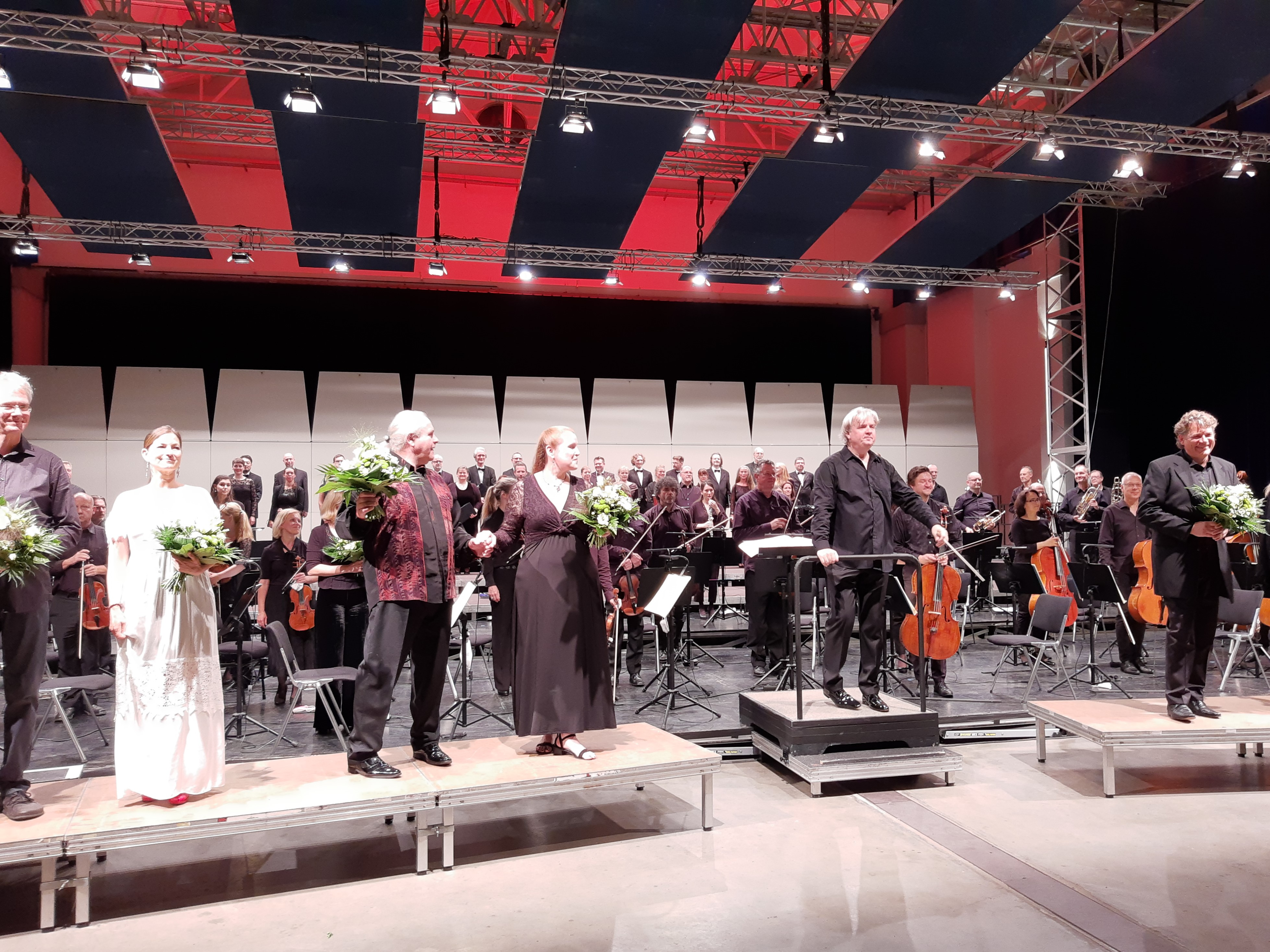
Aplaudiments després de Fidelio en concert

El 10 de juliol de 2021, Beermann va dirigir la Nordwestdeutsche Philharmonie, cor i solistes en un concert de Fidelio de Beethoven a l'Alfred Fischer Hall a Hamm com a part del festival KlassikSommer Hamm.

## Discografia
Recordings by Beermann are held by the German National Library:[14]
Orchestral
- Fesca: Sinfonie Nr. 1; NDR Radiophilharmonie, cpo, 2002.
- Fesca: Sinfonien Nr. 2 und Nr. 3; NDR Radiophilharmonie, cpo, 2001.
- Karl Goldmark: Sinfonie Nr. 1 "Ländliche Hochzeit", Robert-Schumann-Philharmonie, 2016.
- Felix Mendelssohn: Klavierkonzerte; Matthias Kirschnereit, Robert-Schumann-Philharmonie, Arte Nova, 2009.
- Mozart: Klavierkonzerte; Matthias Kirschnereit, Bamberger Symphoniker, Arte Nova, 2006.
- Emil Nikolaus von Reznicek: Sinfonie Nr. 1, Vier Bet- und Bußgesänge; Marina Prudenskaya, Brandenburgisches Staatsorchester Frankfurt (Oder), cpo 2006.
- von Reznicek: Sinfonien Nr. 2 und Nr. 5; Berner Symphonie-Orchester, cpo, 2004.
- von Reznicek: Sinfonien Nr. 3 und Nr. 4; Robert-Schumann-Philharmonie, cpo, 2014.
- Robert Schumann: Die Sinfonien; Robert-Schumann-Philharmonie, cpo, 2010.
- Schumann: Symphonische Werke; Robert-Schumann-Philharmonie, cpo, 2011.
- Schumann: Sämtliche Werke für Violine und Orchester; Ulf Wallin, Robert-Schumann-Philharmonie, BIS, 2011.
- Heinrich von Herzogenberg: Violinenkonzert A-Dur; Ulf Wallin, Deutsche Radio Philharmonie Saarbrücken Kaiserslautern, cpo, 2007.
- von Herzogenberg: Sinfonien Nr. 1 und Nr. 2; NDR Radiophilharmonie, cpo, 2004.
- Wetzler: Orchesterwerke; Robert-Schumann-Philharmonie, cpo, 2008.

Òpera, opereta, vocal
- Franz Lehár: Die blaue Mazur; Johanna Stojkovich, Julia Bauer, Johan Weigel, Jan Kobow, Hans Christoph Begemann, Kammerchor der Singakademie Frankfurt, Brandenburgisches Staatsorchester Frankfurt (Oder), cpo, 2007.
- Bruno Maderna: Rèquiem; Diana Tomsche, Kathrin Göring, Bernhard Berchtold, Renatus Mészár, MDR Rundfunkchor Leipzig, Robert-Schumann-Philharmonie, Capriccio, 2013.
- Giacomo Meyerbeer: Vasco de Gama, Bernard Berchtold, Claudia Sorokina, Pierre-Yves Pruvot, Guibee Yang, Kouta Räsänen, Rolf Broman, Cor de l'Opera de Chemnitz, Robert-Schumann-Philharmonie, cpo, 2014.
- Nicolai: Die Heimkehr des Verbannten; Julia Bauer, Hans Christoph Begemann, Bernhard Bechtold, Tiina Penttinen, Cor de l'Opera de Chemnitz, Robert-Schumann-Philharmonie, cpo, 2016.
- Nicolai: Il templario; Kouta Räsänen, Stanley Jackson, Judith Kuhn, Andreas Kindschuh, Hans Christoph Begemann, André Riemer, Tiina Penttinen, Cor de l'Opera de Chemnitz, Robert-Schumann-Philharmonie, cpo, 2009.
- Puccini: Manon Lescaut; Astrid Weber, Heiko Trinsinger, Zurab Zurabishvili, Kouta Räsänen, Edward Randall, Martin Gäbler, Tiina Penttinen, Jürgen Mutze, Matthias Winter, Arthaus Musik, 2008.
- Franz Schreker: Der Schmied von Gent; Oliver Zwarg, Undine Dreißig, André Riemer, Edward Randall, Martin Gäbler, Judith Kuhn, Viktor Sawaley, Chor der Oper Chemnitz, Robert-Schumann-Philharmonie, cpo, 2012.
- Richard Strauss: Die schweigsame Frau; Franz Hawlata, Monika Straube, Andreas Kindschuh, Bernard Berchtold, Julia Bauer, Guibee Yang, Tiina Penttinen, Matthias Winter, Kouta Räsänen, Martin Gäbler, Cor de l'Opera de Chemnitz, Robert-Schumann-Philharmonie, cpo, 2013.